# An Đạo Toàn
An Đạo Toàn (chữ Hán: 安道全; bính âm: Ān Dàoquán), ngoại hiệu Thần Y (chữ Hán: 神医; tiếng Anh: Divine Physician; tiếng Việt: Thầy thuốc như thần) là một nhân vật hư cấu trong tiểu thuyết văn học cổ điển Trung Hoa Thủy Hử. An Đạo Toàn xếp thứ 56 trong 108 vị đầu lĩnh Lương Sơn Bạc và xếp thứ 20 trong 72 vị sao Địa Sát, được sao Địa Linh Tinh (chữ Hán: 地霊星; tiếng Anh: Efficacious Star) chiếu mệnh.

## Xuất thân
An Đạo Toàn vốn hành nghề thầy thuốc tại Kiện Khang Phủ (chữ Hán: 建康府; nay thuộc Nam Kinh, Giang Tô). Sinh trong một dòng họ chuyên ngành y, An Đạo Toàn thừa hưởng tài năng y thuật của tổ tiên mình và được biết đến là vị thầy thuốc có thể chữa khỏi rất nhiều loại bệnh tật.

## Gia nhập Lương Sơn Bạc
Trong trận bao vây Đại Danh Thành, Tống Giang đột ngột ngã bệnh, đằng sau lưng nổi lên một hột mụn đau đớn vô cùng. Trương Thuận giới thiệu và tìm An Đạo Toàn từ Kiến Khang Châu (chữ Hán: 建康府; nay thuộc Nam Kinh, Giang Tô) về chữa bệnh cho Tống Công Minh. Trên đường đi, khi qua đò tại sông Tầm Dương trong một cơn mưa tuyết, Trương Thuận bất ngờ bị gã lái đò Trương Vượng và hậu sinh Tôn Ngữ cướp đoạt tài sản, trói và quăng xuống sông. Nhờ tài bơi lội, nên Trương Thuận đã cắn đứt dây trói và bơi vào bờ. Khi đến Kiến Khang Châu, Trương Thuận không thể nào thuyết phục được An Đạo Toàn theo mình về và gia nhập Lương Sơn Bạc vì An Đạo Toàn còn quyến luyến với người tình đào hát của mình là Lý Xảo Nô. Trong đêm ngủ lại tại nhà An Đạo Toàn, Trương Thuận chứng kiến gã lái đò Trương Vượng, kẻ đã cướp và toan giết mình tại bến Tầm Dương, lẻn vào nhà tư tình với Lý Xảo Nô, đã ra tay giết ả Lý và 3 người nhà, nhưng Trương Vượng chạy thoát. Sẵn dịp này, Trương Thuận trét máu trên tường với dòng chữ "Kẻ giết người là An Đạo Toàn" buộc An Đạo Toàn theo mình về Lương Sơn Bạc. Trên đường về, Trương Thuận gặp lại Trương Vượng và giết đi bằng cách trói và quăng Trương Vượng xuống sông như ngày xưa gã đã từng làm với Trương Thuận. Tại Lương Sơn Bạc, An Đạo Toàn trị hết mụn nhọt cho Tống Giang và gia nhập vào Lương Sơn Bạc.

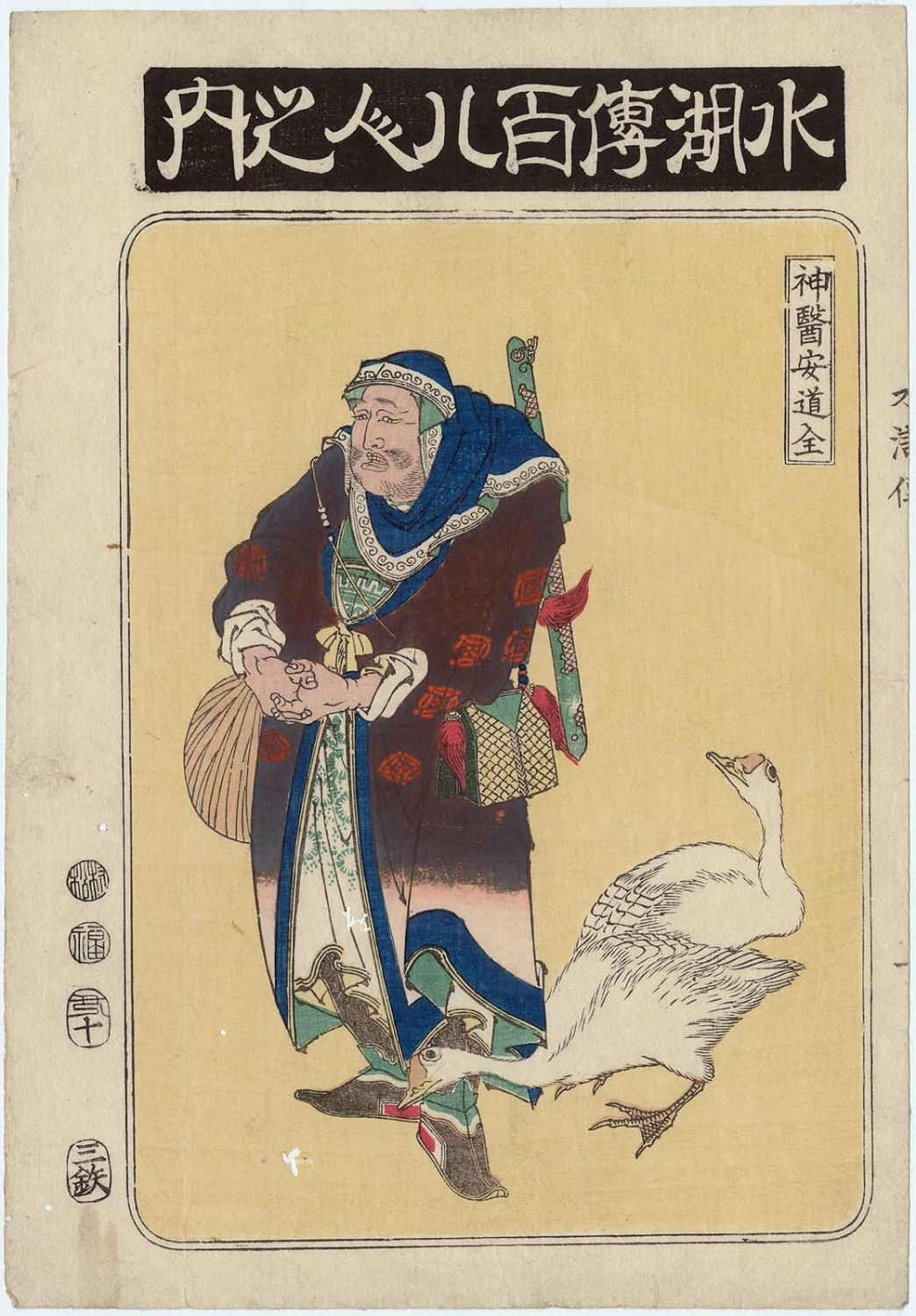
An Đạo Toàn

## Chức vụ
Khi phân định ngôi thứ ở Lương Sơn Bạc, An Đạo Toàn xếp thứ 56 trong 108 vị đầu lĩnh Lương Sơn Bạc và xếp thứ 20 trong 72 vị sao Địa Sát, chức Chưởng Quản Giám Tạo Chư Sự Đầu Lĩnh - Chuyên Trị Y Tật Nội Ngoại Y Sĩ (chữ Hán: 掌管監造諸事頭領 - 专治諸疾内外科医士) chuyên coi về chữa bệnh tật cho quân Lương Sơn.

## Sau khi chiêu an và làm Thái Y Kim Tử
Sau khi nhận chiêu an, An Đạo Toàn cùng các đầu lĩnh Lương Sơn Bạc tham gia các chiến dịch bình quân Liêu và các lực lượng khác chống đối triều đình nhà Tống.
Trước trận đấu cuối cùng của quân Lương Sơn đánh thành Hàng Châu trong chiến dịch bình Phương Lạp, An Đạo Toàn nhận lệnh từ triều đình Tống về kinh đô chữa bệnh cho vua Tống, mặc dù bệnh trạng vua không thật sự trầm trọng. Rất có thể, sự vắng mặt của An Đạo Toàn trong trận này là một trong những nguyên nhân khiến nhiều đầu lĩnh Lương Sơn đã mất đi vì khi họ bị thương nặng, quân Lương Sơn không có một vị y sĩ tài giỏi như An Đạo Toàn kịp thời chăm sóc cho họ.
Sau khi về kinh đô Đông Kinh (nay là Khai Phong, Hà Nam), An Đoạn Toàn đã sống suốt đời tại đây và được phong thái y trong triều đình Tống với chức vụ Thái Y Kim Tử.

## Trong Đãng Khấu chí
Tại hồi thứ 52, An Đạo Toàn trong khi trị bênh cho Ngô Dụng tại thành Tân Thái, do sắc dục quá độ nên nguyên thận tổn thương, lại bị cảm hàn vào mùa đông nên qua xuân phát bệnh. An Đạo Toàn tự khám và bốc thuốc cho mình. Tuy nhiên bênh tình vẫn không giảm, mọi người lo lắng thần y bệnh nặng lú lẫn nên mời một vị thầy thuốc khác đến khám và kê đơn. Đã mệnh danh là thần y sao mà khám sai được, thế mà các vị đầu lĩnh lại tin vào chuyện cầu cúng rút thăm mà cho An Đạo Toàn uống thứ thuốc của vị thầy lang kia.
Hôm sau, An Đạo Toàn tứ chi co quắp, rụt lưỡi, không nói được gì. Rồi ba hôm sau, vị thần y - Địa Linh tinh nổi tiếng một thời, một kỳ công của thần thánh đã vội vã trở về hoàng tuyền. Mọi người trang trọng khâm liệm rồi đưa về sơn trại.